# Villefranche-du-Périgord
 Villefranche-du-Périgord  es una población y comuna francesa, situada en la región de Nueva Aquitania, departamento de Dordoña, en el distrito de Sarlat-la-Canéda y cantón de Villefranche-du-Périgord.

## Demografía
| 912 | 844 | 808 | 799 | 827 | 803 |
| Para los censos de 1962 a 1999 la población legal corresponde a la población sin duplicidades (Fuente: INSEE [Consultar]) |     |     |     |     |     |